# Seiko。
Seiko。（せいこ、1972年6月11日 - ）は、日本のものまねタレント、AV女優。千葉県出身。

## 来歴
松田聖子のものまねを手掛けるものまねタレントとして活動後、2010年にMUTEKIよりAVデビュー。

## 出演

### アダルトDVD・ブルーレイ
- 「ものまね芸能人 Seiko。」（2010年6月1日、MUTEKI）
- 「ものまね芸能人Seiko。衝撃のマドンナデビュー！」（2010年7月7日、マドンナ）
- 「スケベな美熟女の淫らな敬語 Seiko。」（2010年8月7日、Fitch）
- 「ドすけべな美熟女の発情ザーメン遊戯 Seiko。」（2010年9月7日、Fitch）
- 「中出し解禁.Seiko」（2010年12月7日、ROCKET）
- 「淫夢（ゆめ）のあいだ 〜.Seiko マラ好き熟女 性春立志篇」（2010年12月13日、アロマ企画）
- 「堕ちた人妻 私のカラダで返済します Seiko。」（2011年1月20日、ヒビノ）